# Genes & Development
Genes & Development — рецензируемый научный журнал, охватывающий вопросы молекулярной биологии, молекулярной генетики, клеточной биологии и биологии развития. Основан в 1987 году и издаётся два раза в месяц издательством лаборатории Cold Spring Harbour (Cold Spring Harbor Laboratory Press) в ассоциации с Genetics Society.
Согласно Journal Citation Reports, импакт-фактор журнала составлял 12.44, обеспечив ему 14-е место из 181 в номинации «клеточная биология», 3-е место из 40 в категории «биология развития» и 7-е место из 158 в категории «генетика и наследственность» Поданным ScienceWatch в течение 1999—2004 годов журнал занимал пятое 5-е место в категории «молекулярная биология и генетика» имея в среднем 47 цитат на статью. Все выпуски доступны online в формате PDF на сайте журнала. По истечении 6 месяцев контент становится свободно распространяемым.
С 1989 года главным редактором является Терри Гродзикер (Cold Spring Harbor Laboratory). Среди членов редколлегии: Ralf Adams, Anton Berns, Wendy Bickmore, Simon Boulton, Anne Brunet, Дин, Кэролайн, Амон, Анжелика, Корнелия Баргманн, Stephen P. Bell, Чори, Джоан, Т. Чек, Де Ланге, Тития.